# 아에로푸에르토 T1-T2-T3역
아에로푸에르토 T1-T2-T3 역(스페인어: Aeropuerto T1-T2-T3 →공항 제1·2·3터미널)은 마드리드 지하철 8호선의 역이다. 마드리드 바라하스 구의 마드리드 바라하스 국제공항 제2터미널 부근에 위치해 있다.
마드리드 지하철의 요금구역 상으로는 A구역에 속하지만, 공항과 연결되어 있기 때문에 추가요금이 부과될 수 있다. 1회권이나 메트로부스 이용객에는 약 3유로 정도가 부과되며, 아에로푸에르토 T4 역 (제4터미널역)에서도 마찬가지다.

## 역사
1999년 6월 14일 '아에로푸에르토' (Aeropuerto, 공항역)이란 이름으로 처음 문을 열었다. 개통식에는 스페인 국왕 내외와 마드리드 지방청장이 참석하였다. 공항역과 8호선 일부 구간의 공사비용은 유럽 연합의 공동기금에서 일부 예산을 조달받았다. 개통 이후 약 석달간 8호선의 시종착역 역할을 하다가 그해 9월 7일에 바하라스 역까지 마저 개통되면서 일반역이 되었다.
2007년 5월 3일부터는 아에로푸에르토 T4 역의 개통과 함께 혼란을 피하기 위하여 지금의 이름으로 바뀌었다.

## 환승 정보
역 주변에 버스 정류장이 두 곳 있다. 이 중에서 203번과 N27번 버스는 공항버스 노선이다.
버스
- 시내버스
  - 101, 200, 203번 노선 (주간)
  - N27번 노선 (야간)
- 시외버스
  - 824번 노선 (주간)

지하철
| 마드리드 지하철                            | 마드리드 지하철       | 마드리드 지하철            |
| ------------------------------------------ | --------------------- | -------------------------- |
| 페리아 데 마드리드 누에보스 미니스테리오스 | 마드리드 지하철 8호선 | 바라하스 아에로푸에르토 T4 |